# Österreichische Bundeshymne
Die Bundeshymne der Republik Österreich, kurz österreichische Bundeshymne, besteht als Nationalhymne aus der Melodie des sogenannten „Bundesliedes“ und aus dem Gedicht Land der Berge (oft auch als Land der Berge, Land am Strome bezeichnet).
Das „Bundeslied“ wurde am 22. Oktober 1946 durch Beschluss des Ministerrats zur Hymnenmelodie. Der von Paula Preradović verfasste Text wurde – nach mit der Autorin abgestimmten Änderungen – durch einen weiteren Beschluss der Regierung am 25. Februar 1947 zum Hymnentext. Im Zuge einer ab Juli 2011 laufenden parteiübergreifenden Gesetzesinitiative wurde am 7. Dezember 2011 in namentlicher Abstimmung im Nationalrat ein am 27. Dezember 2011 kundgemachtes Bundesgesetz über die Bundeshymne der Republik Österreich beschlossen, das mit 1. Jänner 2012 in Kraft trat (BGBl. I Nr. 127/2011). Damit wurde die „geschlechtergerechte Änderung der Österreichischen Bundeshymne“ gesetzlich festgelegt.
Die Bundeshymne gilt wie die Fahne der Republik Österreich, das Wappen der Republik Österreich und die österreichischen Hoheitszeichen als Staatssymbol. Wer sie „verächtlich macht oder sonst herabwürdigt“, macht sich nach § 248 StGB wegen „Herabwürdigung des Staates und seiner Symbole“ strafbar.

## Bundeshymnengesetz
Mit 1. Jänner 2012 trat das Bundesgesetz über die Bundeshymne der Republik Österreich in Kraft, mit dem die Bundeshymne erstmals gesetzlich festgeschrieben wurde.
§ 1. Die Bundeshymne der Republik Österreich besteht aus drei Strophen des Gedichts „Land der Berge“ und der Melodie des sogenannten Bundesliedes, beides in der Form der einen Bestandteil dieses Gesetzes bildenden Anlage.

§ 2. Mit der Vollziehung dieses Bundesgesetzes ist die Bundesregierung betraut.

## Melodie des „Bundesliedes“
Neunzehn Tage vor seinem Tod schrieb Wolfgang Amadeus Mozart († 5. Dezember 1791), Mitglied der Freimaurerloge „Zur Wohltätigkeit“, mit der Freimaurerkantate (KV 623) sein letztes vollendetes Werk. Am 14. November 1792 brachte der „k. k. privil. Buchdrucker Joseph Hraschansky“ in Wien, „zum Vorteil seiner Witwe und Waisen“, die Partitur in zwei Varianten heraus. Einem Teil der Gesamtauflage war das später sehr bekannte „Kettenlied“ (KV6 623a) mit dem Text Lasst uns mit geschlungnen Händen beigebunden. Der Titel lehnt sich daran, dass die Freimaurer ihre Versammlungen damit beendeten, dass sie das Lied mit verschlungenen Händen als Zeichen ihrer Gemeinschaft sangen.
Spätestens seit den 1960er Jahren wird von Musikforschern die Zuschreibung des als „Bundeslied“ bekannt gewordenen „Kettenliedes“ an Mozart bezweifelt. Nach Meinung einiger Musikforscher stammt das Bundeslied wahrscheinlich von „Claviermeister“ Johann Baptist Holzer, einem Logenbruder der Wiener Freimaurerloge „Zur wahren Eintracht“. Neuere Forschungen des Musik- und Freimaurerforschers Philippe Autexier legen hingegen nahe, dass der Komponist Paul Wranitzky, Konzertmeister der Wiener Hofoper am Kärntnertor, gleichfalls Logenbruder, als Urheber dieser Melodie in Frage kommt.

## Textversionen der Bundeshymne

### Aktueller Wortlaut

Text- und Notenblatt: Österreichische Bundeshymne

(Geänderte Passagen zum Wortlaut bis Ende 2011 kursiv.)

(1) Land der Berge, Land am Strome,

Land der Äcker, Land der Dome,

Land der Hämmer, zukunftsreich!

Heimat großer Töchter und Söhne,

Volk, begnadet für das Schöne,

vielgerühmtes Österreich.

Vielgerühmtes Österreich.

(2) Heiß umfehdet, wild umstritten,

liegst dem Erdteil du inmitten

einem starken Herzen gleich.

Hast seit frühen Ahnentagen

hoher Sendung Last getragen,

vielgeprüftes Österreich.

Vielgeprüftes Österreich.

(3) Mutig in die neuen Zeiten,

frei und gläubig sieh uns schreiten,

arbeitsfroh und hoffnungsreich.

Einig laß in Jubelchören,

Vaterland, dir Treue schwören,

vielgeliebtes Österreich.

Vielgeliebtes Österreich.

### Wortlaut bis 31. Dezember 2011

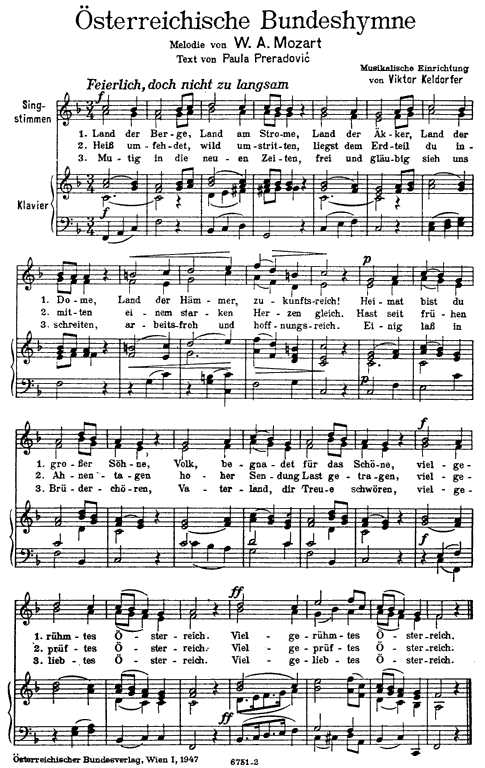
Text- und Notenblatt: Österreichische Bundeshymne (1947 bis 2011).

(Geänderte Passagen zum Wortlaut ab 1. Jänner 2012 kursiv.)

(1) Land der Berge, Land am Strome,

Land der Äcker, Land der Dome,

Land der Hämmer, zukunftsreich!

Heimat bist du großer Söhne,

Volk, begnadet für das Schöne,

vielgerühmtes Österreich.

Vielgerühmtes Österreich.

(2) Heiß umfehdet, wild umstritten,

liegst dem Erdteil du inmitten

einem starken Herzen gleich.

Hast seit frühen Ahnentagen

hoher Sendung Last getragen,

vielgeprüftes Österreich.

Vielgeprüftes Österreich.

(3) Mutig in die neuen Zeiten,

frei und gläubig sieh uns schreiten,

arbeitsfroh und hoffnungsreich.

Einig laß in Brüderchören,

Vaterland, dir Treue schwören,

vielgeliebtes Österreich.

Vielgeliebtes Österreich.

### Ursprünglicher Wortlaut von Paula Preradović
Die zweite Preradović-Strophe blieb 1947 bei der Beschlussfassung der Bundesregierung sowie mit dem „Bundesgesetz über die Bundeshymne“ zum 1. Jänner 2012 unberührt.

(Geänderte Passagen zum Wortlaut bis Ende 2011 kursiv. Zitiert nach Peter Diem.)

(1) Land der Berge. Land am Strome,

Land der Äcker, Hämmer, Dome,

Arbeitsam und liederreich.

Großer Väter freie Söhne,

Volk, begnadet für das Schöne,

Vielgerühmtes Österreich.

(2) Heiß umfehdet, wild umstritten

Liegst dem Erdteil du inmitten,

Einem starken Herzen gleich.

Hast seit frühen Ahnentagen

Hoher Sendung Last getragen,

Vielgeprüftes Österreich.

(3) Aber in die neuen Zeiten

Sieh uns festen Glaubens schreiten,

Stolzen Muts und hoffnungsreich.

Laß in brüderlichen Chören,

Vaterland, dir Treue schwören,

Vielgeliebtes Österreich.

### Slowenischer Wortlaut
Im Hinblick auf die Kärntner Slowenen wurde auch eine slowenische Version der dritten Strophe getextet, die als offizielle Übersetzung in Kärnten gesungen wird. Der Text lehnt sich an die (bis Ende 2011 gültige) Version in deutscher Sprache an:

(3) Hrabro v novi čas stopimo,

prosto, verno, glej, hodimo;

upa polni, delavni.

Bratski zbor prisega hkrati,

domovini zvestobo dati.

Ljubljena nam Avstrija,

ljubljena nam Avstrija.

## Geschichte

### Frühere Hymnen Österreichs
In der Habsburgermonarchie war von 1797 bis 1918, seit 1867 nur in Cisleithanien, die Haydn-Hymne (ursprünglich Gott erhalte Franz den Kaiser, zuletzt Gott erhalte, Gott beschütze), nach deren Melodie heute die deutsche Nationalhymne Einigkeit und Recht und Freiheit gesungen wird, in verschiedensten Textfassungen die offizielle Hymne Österreichs.
Während seiner Zeit in Wien (November 1834 bis März 1835) hatte Karl von Holtei von Fürst Metternich den Auftrag erhalten, einen neuen Text der österreichischen Nationalhymne zu verfassen.
In der Ersten Republik war von 1920 bis 1929 Deutschösterreich, du herrliches Land (Renner-Kienzl-Hymne) als inoffizielle Nationalhymne gebräuchlich; danach wurde bis 1938 zur Haydn-Melodie der Text Sei gesegnet ohne Ende (Kernstock-Hymne) verwendet. Im Ständestaat oder Austrofaschismus wurde ab 1936 mit dieser bei zahlreichen Gelegenheiten das Lied der Jugend gesungen.
In der Zeit des Nationalsozialismus nach dem „Anschluss“ an das Deutsche Reich wurde das Deutschlandlied (Deutschland, Deutschland, über alles), meist gemeinsam mit dem Horst-Wessel-Lied (Die Fahne hoch, die Reihen dicht geschlossen) eingesetzt. Die Haydn-Melodie war also nach der Kaiserzeit von 1929 bis 1945, mit wechselndem Text, zu singen.

### Einführung der Bundeshymne 1946/47
Auf Betreiben des Unterrichtsministers Felix Hurdes wurde in der Zweiten Republik die Haydn-Hymne nicht mehr aufgenommen:

„Nach der Wiedererrichtung Österreichs 1945 wurde die Frage einer neuen Bundeshymne aktuell. Und wieder stand bei der Suche nach einer die Identität Österreichs symbolisierenden Hymne die alte Haydn-Hymne im Vordergrund. Im Ministerrat führte Unterrichtsminister Felix Hurdes aus: ‚Zweifellos würde … jeder Österreicher die alte Haydn-Hymne mit einem zeitgemäßen Text schon mit Rücksicht darauf, daß es sich hier um altes österreichisches Kulturgut handelt, für die gegeben[e] österreichische Hymne halten. Leider hatte sich aber das Deutsche Reich dieser Melodie bemächtigt und für die unterdrückten Völker Europas war diese Melodie während der Jahre ihres Leidens als Hymne der nationalsozialistischen Gewaltherrschaft so verhaßt geworden, daß jedes Abspielen der Haydn-Melodie im Ausland als Provokation empfunden würde. Es ist daher die Wiedereinführung der Melodie Haydns als österreichische Hymne unmöglich.‘“

Nach dem Kriegsende in Wien wurde beim Verkünden der neuen Regierung vor dem Parlament mangels einer Bundeshymne der heute noch als „heimliche Bundeshymne“ bezeichnete Donauwalzer gespielt. Bei einem Festkonzert der Österreichischen Turn- und Sportunion im März 1946 wurde am Anfang die Hymne Rot-weiß-rot von Anton Fuchs uraufgeführt und am Ende O du mein Österreich von Ferdinand Preis nach dem gleichnamigen Lied von Franz von Suppè gespielt. Bei der Festakademie zur Eröffnung des US-amerikanischen Besatzungssenders Rot-Weiß-Rot im Oktober 1946 spielte man zu Beginn die „Österreichische Ouvertüre“ von Alois Melichar und zum Schluss das Fiakerlied von Gustav Pick und den Donauwalzer.
Am 9. April 1946 beschloss der Ministerrat (Bundesregierung Figl I, ÖVP-SPÖ-KPÖ-Koalition) „zur Schaffung einer neuen österreichischen Volkshymne an die breiteste Öffentlichkeit heranzutreten“ und setzte mit einem Preisausschreiben ein Preisgeld von damals beachtlichen 10 000 Schilling aus. Es sollte ein „Lied hymnischen Charakters, das den neuen Österreichischen Bundesstaat und seine Menschen im In- und Ausland sowohl textlich als auch musikalisch würdig zu repräsentieren vermag“, gefunden werden. Teilnahmeberechtigt waren  nur bei der Nationalratswahl 1945 wahlberechtigte Personen, also nicht die bei dieser Wahl als Nationalsozialisten vom Wahlrecht Ausgeschlossenen. Einzusenden war „eine komplette Hymne mit möglichst drei Textstrophen zur gleichen Melodie, komponiert für Klavier und Singstimme. Allenfalls [konnten] auch passende Texte oder geeignete Melodien allein eingesandt werden.“ Einzusenden waren die Vorschläge an die Kunstabteilung im Bundesministerium für Unterricht, das auch die Jury bestellte. Eine Bedingung, die sich Jahrzehnte später als wesentlich herausstellte (siehe „Urheberrechtsstreit 2010“), war, dass „der Autor bzw. die Autoren sämtliche Urheberrechte an der Dichtung, bzw. Komposition dem österreichischen Bundesstaat abtreten“.
Auf das Preisausschreiben folgten etwa 1800 Einsendungen. 29 davon gelangten in die engere Auswahl, die die Jury als Entscheidungshilfe vortragen ließ. Bei den Melodien erreichte das „Bundeslied“ der Freimaurerkantate, das damals noch Mozart zugeschrieben wurde, die höchste Punktezahl. Am 22. Oktober 1946 beschloss der Ministerrat, die Melodie zur künftigen Volkshymne (ab 1947 österreichische Bundeshymne, siehe unten) zu erklären. Die Wiener Zeitung schrieb dazu am 23. Oktober auf Seite 1 einen redaktionellen Einspalter unter dem Titel Mozart’s Bundeslied wird neue Bundeshymne:

„… Anschließend berichtete Bundesminister für Unterricht Dr. Hurdes über das Preisausschreiben zur Schaffung einer österreichischen Hymne. Der Ministerrat beschloss über seinen Antrag, das Bundeslied (Brüder reicht die Hand zum Bunde) von Mozart zur künftigen Volkshymne zu erklären. Da die zu dieser Melodie im Preisausschreiben eingereichten Texte den Anforderungen noch nicht voll entsprechen, wird an namhafte Lyriker mit der Bitte um Textierung dieser Mozartmelodie herangetreten werden. Der beste eingesandte Text wird wieder vom Jurorenkomitee ausgewählt werden.“

Unter den zur Textierung eingeladenen österreichischen Dichtern waren Paula Grogger, Alexander Lernet-Holenia, Sigmund Guggenberger, damals Verwalter des ORF-Vorläufers RAVAG, sowie Paula Preradović. Sie war ursprünglich von der Teilnahme nicht sehr angetan, weil sie zu der Zeit von einem neuen Roman sehr in Anspruch genommen wurde. Auf nachdrückliches Bitten Hurdes’ sagte sie aber zu und übersandte mit Schreiben vom 17. Dezember 1946 ihren Vorschlag „Land der Berge, Land am Strome“. In die engere Wahl durch die Jury kamen die Texte von Guggenberger und Preradović, aus denen der Ministerrat am 25. Februar 1947 letzteren auswählte und mit kleinen Änderungen zur „österreichischen Bundeshymne“ erhob:

„Vor Beginn des Ministerrates war im Bundeskanzleramt ein kleiner Chor der Wiener Sängerknaben unter der Leitung von Hofrat Schnitt erschienen, der den versammelten Regierungsmitgliedern die neue österreichische Bundeshymne nach den beiden Texten von Paula Preradović und Dr. Sigmund Guggenberger vortrug. Der Ministerrat beschloss, den Text der Dichterin Paula Preradović nach Vornahme einiger kleiner textlicher Änderungen als offiziellen Text der neuen Österreichischen Bundeshymne zu genehmigen.“

Die so bezeichnet kleinen textlichen Änderungen wurden am 4. Februar 1947, drei Wochen vor dem Ministerratsbeschluss, zwischen dem Ministerialbeamten Peter Lafite und der Autorin Preradović in einem persönlichen Gespräch abgestimmt. Sie umfassten beinahe die ganze erste Strophe, darunter auch die Jahrzehnte später zum nationalen Diskussions- und Änderungsthema gewordene Zeile mit den Söhnen, die 2011 zum zweiten Mal abgeändert wurde. Aus ursprünglich „Land der Berge, Land am Strome, / Land der Äcker, Hämmer, Dome, / Arbeitssam und liederreich. / Großer Väter freie Söhne“ wurde einvernehmlich „Land der Berge, Land am Strome, / Land der Äcker, Land der Dome, / Land der Hämmer, zukunftsreich! / Heimat bist du großer Söhne“. Auch beinahe die gesamte dritte Strophe wurde umfangreichen Änderungen unterworfen: Verfasste die Autorin
„Aber in die neuen Zeiten / Sieh uns festen Glaubens schreiten, / Stolzen Muts und hoffnungsreich. / Lass in brüderlichen Chören“ wurde daraus im Gespräch die Version „Mutig in die neuen Zeiten, / Frei und gläubig sieh uns schreiten, / Stolzen Muts und hoffnungsreich. / Einig lass in Brüderchören“ (letztere wurden 2011 zu Jubelchören). Mit einem Schreiben einen Tag danach äußerte Preradović den Wunsch, dann auch noch die dritte Zeile der dritten Strophe von „Stolzen Muts und hoffnungsreich“ auf „Arbeitsfroh und hoffnungsreich“ zu ändern, was auch geschah.
Am 7. März 1947 erklang die „Bundeshymne“ erstmals im Radio, zwei Tage später wurde der vom Ministerrat beschlossene Text in der Wiener Zeitung abgedruckt und am 1. Juli 1947 im „Verordnungsblatt für den Dienstbereich des Bundesministeriums für Unterricht“ (Jahrgang 1947) unter der Überschrift „Text der Österreichischen Bundeshymne von P. Preradović“ bekanntgemacht.
Am 4. Juli 1949 „verfügte der Bundesminister für Unterricht, das ihm persönlich übergebene Exemplar der vom Österreichischen Bundesverlag herausgegebenen offiziellen Ausgabe der Österreichischen Bundeshymne (bestehend aus Klaviernoten mit Singstimme und Text) zu den Akten zu nehmen.“ Diese sogenannte „offizielle Ausgabe der Österreichischen Bundeshymne“ trägt die Überschrift: „Österreichische Bundeshymne Melodie von W. A. Mozart. Text von Paula Preradović“. Die Autorin erhielt den im Preisausschreiben ausgelobten Geldbetrag.

### 1950er-Jahre
Felix Hurdes machte 1951 einen Vorstoß zur Wiedereinführung der Haydn-Hymne. Auf eine Anfrage im Nationalrat hin ließ er mitteilen, dass er „nicht erlahmen [werde], die Bemühungen zur Wiedereinführung der Haydn-Hymne auch in Zukunft fortzusetzen“. Hurdes begründete dies mit der Verwurzelung der Haydn-Hymne im Bewusstsein der Bevölkerung, dem Einsatz des jüngst verstorbenen Karl Renner für die Haydn-Hymne und den Bedenken der Jury, dass die Haydn-Hymne überhaupt nicht für eine Nationalhymne in Betracht gezogen worden war. Der Akzeptanz der bis heute im Wesentlichen unangefochtenen Preradović-Hymne war es am Ende jedoch zweifellos förderlich, dass die Bundesrepublik Deutschland 1952 wieder die Haydn-Hymne zur deutschen Nationalhymne erklärte – wobei in Österreich zunächst sogar der Gedanke aufgekommen war, Deutschland bei künftigen Staatsvertragsverhandlungen den Gebrauch der Haydn-Hymne zu untersagen, weil es sich um österreichisches Kulturgut handle.
Ein weiterer Vorstoß gegen die Preradović- und für die Haydn-Hymne in einer noch zu bestimmenden Textfassung im Jahr 1959, die von Künstlern initiiert wurde, fand bei SPÖ und ÖVP keine Unterstützung mehr.

### 1970er-Jahre bis 2010

#### Erste Versuche zur Änderung
Die Forderungen zur „Feminisierung“ der entsprechenden Passage in der Bundeshymne gehen bereits auf Frauengruppen der 1970er- und 1980er-Jahre zurück. Die damalige Frauenministerin Johanna Dohnal (SPÖ) griff die Forderungen im Jahr 1992 auf, scheiterte jedoch in ihrer eigenen Partei. Ihrem Vorstoß soll von ihren Parteigenossinnen die Frage „Gibt’s nichts Wichtigeres?“ entgegnet worden sein.
Auch Versuche von Vertreterinnen verschiedener Nichtregierungsorganisationen und von Künstlerinnen, den Text der Bundeshymne dahingehend zu ändern, dass sie in geschlechtergerechter Sprache auch Frauen berücksichtigt, war kein Erfolg beschieden. So sang die Wiener Künstlerin Sandra Kreisler für die ORF-Sendung Thema am 10. Juli 1995 mit „Heimat bist du großer Töchter und Söhne“ bereits die Fassung der Textzeile, wie sie eineinhalb Jahrzehnte später schließlich gesetzlich zur offiziellen Version der Bundeshymne werden sollte.

#### Gesetzesinitiativen in den 1990er-Jahren
Weitere Versuche auf politischer Ebene folgten von den Abgeordneten der Grünen (parlamentarischer Antrag 1994) und des Liberalen Forums (parlamentarischer Antrag 1997).

#### Tini Kainrath – „Bundeshymnenskandal“ 2002 im Fußballstadion
Der Autor und Wienerlied-Sänger Helmut Emersberger, der mit der Rounder-Girls-Sängerin Tini Kainrath und Doris Windhager von den Neuwirth Extremschrammeln die 1. Wiener Pawlatschen AG bildete, textete vor dem April 2002 die Zeile der Bundeshymne „Heimat bist du großer Söhne“ in „Große Töchter, große Söhne“ um. Friedrich Stickler, der damals neu bestellte Präsident des Österreichischen Fußballbundes (ÖFB), hatte für sein erstes Länderspiel Österreich gegen Kamerun ein attraktives Rahmenprogramm versprochen und wollte die Auftaktzeremonie vor Ländermatches durch Sologesang „amerikanisieren“. Nachdem er zuvor ein Konzert der Rounder-Girls gesehen hatte, beauftragte er deren Sängerin Tini Kainrath vor diesem Spiel am 17. April 2002 im Wiener Ernst-Happel-Stadion die Österreichische Bundeshymne zu singen. Mit Kainraths Interpretation der geschlechtergerechten Textvariante von Emersberger vor 32 000 Fußball-Fans im Stadion und vor mehr als einer Million Menschen vor den Fernsehgeräten „bestand [diese Version] auf kuriose Weise den Praxistest“ (Augustin, 03/2010). Obwohl Kainrath die betreffende Textzeile deutlich vernehmbar sang, fiel dies weder dem damaligen Bundestrainer Hans Krankl, der beim Abspielen der Hymne dieser nach US-amerikanischer Sitte mit rechter Hand auf dem Herzen die Reverenz erwies, noch den Verantwortlichen des ÖFB auf. Am nächsten Tag jedoch geriet der ÖFB durch Unmengen von Protestanrufen und E-Mails unter Druck und Präsident Stickler entschuldigte sich öffentlich in einer Presseaussendung bei den Zusehern:

„Wir werden künftig darauf achten, dass der Text der Hymne genau eingehalten wird. Wir waren davon nicht in Kenntnis gesetzt, die Sache tut uns leid.“

Am 22. April erhielt Tini Kainrath vom ÖFB ein Schreiben mit dem Wortlaut:

„Bezugnehmend auf Ihre eigenwillige Interpretation der Österreichischen Bundeshymne im Ernst-Happel-Stadion, die ohne Wissen und Zustimmung des ÖFB erfolgte, möchten wir Ihnen mitteilen, dass der ÖFB von Ihrer Vorgangsweise sehr irritiert ist und für den Fall rechtliche Schritte gegen Sie vorbehält, sollten wir wegen Ihrer Vorgangsweise belangt werden.“

In den Tagen nach dem Fußballspiel bedankte sich die damalige Wiener Stadträtin Renate Brauner (SPÖ) mit einem Strauß Blumen bei Tini Kainrath für die Aktion. Nach Kainraths Darstellung bekam sie selbst „auf der Straße […] von den Leuten nur positive oder witzige Reaktionen.“

#### Maria Rauch-Kallats Initiative 2005
Im September 2005 griff die damalige Frauenministerin Maria Rauch-Kallat (ÖVP) diesen Vorschlag nicht auf, sondern startete eine Initiative für einen neuen, aus ihrer Sicht geschlechtsneutralen Text der Hymne. Anstatt der Textstelle „Heimat bist du großer Söhne“ sollte es nun „Heimat großer Töchter, Söhne“ heißen und statt „Einig lass in Brüderchören, Vaterland, dir Treue schwören“ sollte es verändert „Einig lass in freud’gen Chören, Heimatland, dir Treue schwören“ lauten. Die Neufassung der Hymne sollte bis zum österreichischen Nationalfeiertag 2005 fertiggestellt werden. Die Initiative scheiterte an der Ablehnung durch das BZÖ, den damaligen Koalitionspartner der ÖVP in der Regierung, sowie an der Parteinahme der auflagenstarken Kronen Zeitung gegen eine Änderung. Aber auch die Literatur-Nobelpreisträgerin 2004, Elfriede Jelinek, sprach sich dezidiert, wenn auch aus anderen Gründen, gegen diesen Veränderungsvorschlag des Hymnentextes aus.
10 Jahre nach Sandra Kreisler sang der Chor der Wiener Sängerknaben am 27. September 2005 für den ORF-Report ebenfalls die Textversion „Heimat bist du großer Töchter und Söhne“.

#### Christina Stürmer – „Rock me Paula“ 2010
Im Jänner 2010 wurde eine von Christina Stürmer eingespielte Neuinterpretation der Bundeshymne vorgestellt (Text siehe „Rock me Paula“), die von der Bildungsministerin Claudia Schmied (SPÖ) für eine Kampagne des Ministeriums zur „Bildungsreform für Österreich“ in Auftrag gegeben worden war. Für Diskussionen sorgte in der Folge weniger die musikalische Interpretation als Pop/Rock-Lied als vielmehr die Änderung der Textstelle „Heimat bist du großer Söhne“ in „Heimat bist du großer Söhne und Töchter“, die auch Gegenstand eines Gerichtsverfahrens durch alle Instanzen wurde (siehe Abschnitt „Urheberrechtsstreit 2010“).

### 2011 – Gesetzesinitiativen bis zum Bundesgesetz ab 2012

#### Juli 2011 – 1. Initiativantrag
Auf Betreiben von Maria Rauch-Kallat sollte in der letzten Parlamentssitzung vor der Sommerpause am 8. Juli 2011 ein gemeinsamer Initiativantrag der ÖVP-Frauensprecherin Dorothea Schittenhelm und Mandatarinnen der Parlamentsklubs von SPÖ, ÖVP und den Grünen zur Änderung der Bundeshymne eingebracht werden. Ohne vorhergehende Absprache mit den männlichen Kollegen der Fraktionen sollte die mit dieser NR-Sitzung ausscheidende Abgeordnete Rauch-Kallat den Antrag in ihrem Debattenbeitrag einbringen. Als Letzte auf der Rednerliste wurde sie jedoch durch „Endlosreden“ ihrer eigenen Fraktionskollegen an der mündlichen Einbringung gehindert. Mit dem Antrag sollte ein Bundesgesetz zur Änderung der Österreichischen Bundeshymne geschaffen werden. Dessen wesentlicher Inhalt war, mit dem § 1 die bisherige Textzeile „Heimat bist du großer Söhne“ durch die Wortfolge „Heimat großer Töchter, Söhne“ zu ersetzen. In der Antragsbegründung heißt es dazu (unter Hinweis auch, dass ein Erkenntnis des Verfassungsgerichtshofs eine derartige Textänderung für zulässig erachte):

„Im vollem Wissen und Bewusstsein, dass es in der Tat auch dringlichere Anliegen in der österreichischen Innenpolitik gibt aber auch mit der Überzeugung, dass Sprache wie kein anderes Medium Bewusstsein prägt, ersuchen die unterzeichneten Abgeordneten den Nationalrat, eine einfache aber geschlechtergerechte Änderung der Österreichischen Bundeshymne zu beschließen, indem die beiden Wörter ‚bist du‘ in der ersten Strophe gegen das Wort ‚Töchter‘ ausgetauscht werden […]. Dies bedingt weder eine Änderung der Melodie noch einen großen Aufwand, trägt aber sicher dazu bei, dass in der Österreichischen Bundeshymne nicht nur der großen Söhne unseres Landes sondern auch der großen Töchter gedacht wird, die ebenso wie ihre männlichen Kollegen große Leistungen für unser Land erbracht haben.“

#### Politische Einigung
Am 13. Juli 2011 wurde von den Frauensprecherinnen Gisela Wurm (SPÖ), Dorothea Schittenhelm (ÖVP) und Judith Schwentner (Grüne) die Einigung ihrer Parteien zur Textänderung verkündet. Während vom BZÖ Unterstützung zur Umsetzung zugesagt wurde, kritisierte die FPÖ das Vorhaben als „Gender-Klamauk“. Geplant war, den genauen Wortlaut der Änderung der Bundeshymne mit Experten abzustimmen, um eine zur Melodie passende Textversion zu finden. Vorgeschlagen wurde, wie im Initiativantrag vom 8. Juli vorgesehen, die Zeile „Heimat bist du großer Söhne“ durch „Heimat großer Töchter, Söhne“ zu ersetzen. Von Dorothea Schittenhelm in die Diskussion gebracht wurde zu dem Zeitpunkt auch eine Änderung in „Heimat bist du großer Töchter und großer Söhne“. Der Antrag auf Änderung sollte am 21. September in Erster Lesung im Plenum des Nationalrats und am 6. Oktober im Verfassungsausschuss behandelt werden, um das Gesetz mit Jahresbeginn 2012 in Kraft treten zu lassen. Tatsächlich wurde die parlamentarische Behandlung in den Oktober verschoben.
Erst in der Nationalratssitzung am 20. Oktober  wurde der Initiativantrag vom Juli als letzter Tagesordnungspunkt in Erster Lesung behandelt und anschließend dem Verfassungsausschuss zugewiesen. Wie dem Stenographischen Protokoll des Parlaments zu entnehmen ist, gab Stefan Petzner als einziger Redner des BZÖ bekannt, dass seine Partei den Antrag auf Änderung der Bundeshymne – entgegen der Zusage vom Juli – ablehne.

#### Kritik an den Änderungsbestrebungen
Kurz nach der politischen Einigung am 13. Juli 2011 (siehe oberhalb) äußerte Wissenschaftsminister Karlheinz Töchterle – selbst Literaturwissenschafter – Bedenken, dass „niemand […] das Recht hätte, in einen poetischen Text einzugreifen.“ Dies sei, „wie wenn man eine Skulptur umbaut“. Er nehme zwar das Anliegen der Frauen, die sich durch die Hymne diskriminiert fühlten, ernst, stelle aber die Frage, ob nicht ein neuer Text gefunden werden sollte.
Die Schriftsteller Franz Schuh und Gerhard Ruiss regten einen öffentlichen Wettbewerb zur Gestaltung eines gänzlich neuen Textes an. Der Sprachwissenschafter Franz Patocka vom Institut für Germanistik der Universität Wien wies bei der zur Diskussion stehenden Änderung der Textzeile in „Heimat großer Töchter, Söhne“ auf ein auditives Problem hin: Im Endeffekt höre man das Kompositum Töchtersöhne, mit dem von der Tochter geborene männliche Enkel bezeichnet werden. (Der Begriff wurde früher oft im Zusammenhang mit Erbfolge und Geschichte verwendet, nach dem Zweiten Weltkrieg immer seltener, ab den 1970er Jahren fast gar nicht mehr.)  Patocka kritisierte die Änderung als „grammatikalisch grenzwertig und ästhetisch ein Gräuel“. Das mit neuem Hintergrund versehene Kompositum Töchtersöhne wurde vor allem von den Gegnern einer Änderung als Schlagwort gebraucht und auch von der FPÖ im September im Titel einer parlamentarischen Anfrage verwendet. Es wurde Ende 2011 zum österreichischen Unwort des Jahres gewählt.
Im Weiteren schloss sich der die Preradović-Erben vertretende Thomas-Sessler-Verlag in einer Aussendung an die Kritik von Wissenschaftsminister Töchterle an und sah „derzeit keinen aktuellen Handlungsbedarf zur gendermäßigen Änderung der österreichischen Bundeshymne“. Höchstgerichtlich unterlag der Verlag in einem Urheberrechtsstreit 2010 gegen die Republik wegen einer vom Bildungsministerium in Auftrag gegebenen Pop-Version mit geänderter Textzeile. Dennoch kündigte der Verlagsleiter für den Herbst 2011 neuerlich urheberrechtliche Überlegungen an und forderte die Einbeziehung „des Verlages in Gespräche bezüglich Änderungen und Modifikationen des Textes“. Bis zum im Dezember 2011 erfolgten Nationalratsbeschluss zur Änderung der Bundeshymne mit einem Bundesgesetz (siehe unten) wurden aber keine weiteren Aktionen bzw. eine Miteinbeziehung des Verlags bekannt.
In einer im Auftrag der Tageszeitung Kurier vom Meinungsforschungsinstitut OGM im Juli durchgeführten Umfrage lehnten 70 Prozent die Änderung der Bundeshymne und die Aufnahme der „großen Töchter“ ab. 68 Prozent sprachen sich gegen eine ganz neue Bundeshymne aus. OGM-Chef Wolfgang Bachmayer sah im Kurier das deutliche „Nein“ darin begründet, dass von 85 Prozent der Befragten das (zu dem Zeitpunkt) politische Thema Nummer eins als „weniger wichtig“ eingestuft wurde.

#### Einspielung von Demo-Versionen und Kritik daran
Noch im Juli, kurz nach der politischen Einigung und Absichtserklärung, wurden im Auftrag von Maria Rauch-Kallat von Kammersängerin Ildikó Raimondi, Sopranistin der Wiener Staatsoper, mehrere Textversionen konzertant eingespielt. Am Klavier wurde Raimondi vom Pianisten Eduard Kutrowatz begleitet. Bestandteil dieser Aufnahme war die erste Strophe in den zu dem Zeitpunkt in Diskussion stehenden Textversionen „Heimat großer Töchter, Söhne“, „Heimat großer Töchter und Söhne“ und „Großer Töchter, großer Söhne“, sowie die dritte Strophe mit der Änderung der Zeile „Einig lass in Brüderchören“ in „Einig lass in Jubelchören“. Damit sollte die Singbarkeit dieser Varianten zur vorhandenen Melodie bewiesen werden. Diese Aktion wurde vom Geschäftsführer der IG Autorinnen Autoren, Gerhard Ruiss, in einer Aussendung kritisiert, da „Sänger und Sängerinnen mit einigermaßen vorhandenem Können […] so gut wie alles überzeugend interpretieren können“. Es sei auch nicht Aufgabe von Politikern, Landeshymnen umzudichten.

#### November 2011 – 2. Initiativantrag
Nachdem der Antrag vom 8. Juli nach der ersten Behandlung im Parlament am 20. Oktober de facto gescheitert war, begannen wenige Tage danach die Regierungsparteien einen Gesetzentwurf auszuarbeiten. War mit dem ersten Antrag ein Gesetzentwurf zur Änderung der Bundeshymne eingebracht worden, der nur den Austausch der bisherigen Textzeile „Heimat bist du großer Söhne“ durch die Wortfolge „Heimat großer Töchter, Söhne“ in der vierten Zeile der ersten Strophe vorsah, war nun das Ziel, ein Gesetz zu schaffen, das die Verlautbarung der gesamten Bundeshymne vorsah.
Die umstrittene Wortfolge wurde in „Heimat großer Töchter und Söhne“ abgeändert. Beides nahm die Kritik wegen der Singbarkeit und des Verständnisses (siehe die Meinung, dass „Töchtersöhne“ zu hören wäre) auf und begegnete dem von manchen geäußerten Vorwurf, ein Gesetz allein mit der Änderungszeile wäre inhaltlich fehlerhaft, weil es die Bundeshymne auf einen Halbsatz reduzieren würde. Des Weiteren wurde geplant, die Brüderchöre in der dritten Strophe durch Jubelchöre zu ersetzen, was sich – wenn schon geändert wird – auch die Erben von Paula Preradović wünschen würden.
Der am 18. November 2011 von SPÖ, ÖVP und Grünen gemeinsam eingebrachte Initiativantrag betreffend ein Bundesgesetz über die Bundeshymne der Republik Österreich enthält den Gesetzestext und in der Anlage das Notenblatt mit den drei Strophen der Bundeshymne mit den zwei zuvor beschriebenen Änderungen. In der Antragsbegründung wurde zu den Änderungen wie schon im ersten Antrag argumentiert (vgl. Zitat oben). Weiters heißt es zur Begründung für die Bundeshymne als Gesetz:

„Die österreichische Bundeshymne ist nicht gesetzlich festgeschrieben, sondern wurde durch zwei Ministerratsbeschlüsse vom 22.10.1946 bzw. vom 25.2.1947 festgelegt. Den Beschlüssen war ein Auswahlverfahren vorangegangen, in dem die Entscheidung letztlich zugunsten eines Textes von Paula Preradovic zur vorgegebenen Melodie getroffen wurde. […] Aus Anlass dieser Umformulierungen sollen Text und Melodie der Bundeshymne darüber hinaus auch erstmals durch Bundesgesetz festgelegt werden.“

In seiner Sitzung am 22. November 2011 wurde der Gesetzesantrag vom Verfassungsausschuss – unter Berücksichtigung eines Abänderungsantrags zum Inkrafttreten der Änderung mit 1. Jänner 2012 – mehrheitlich und „trotz zum Teil heftiger Kritik von FPÖ und BZÖ“ verabschiedet.

#### Nationalrat und Verlautbarung
Am 7. Dezember wurde der vom Verfassungsausschuss um das Inkrafttretensdatum ergänzte Gesetzesvorschlag in namentlicher Abstimmung mit 112 Ja- und 39 Nein-Stimmen in Zweiter Lesung im Nationalrat angenommen. Nach einer „sehr emotionalen Debatte“ wurde das Gesetz in Dritter Lesung mit einer Mehrheit von SPÖ, ÖVP und Grünen beschlossen. Die Abgeordneten von FPÖ und BZÖ stimmten dagegen und lehnten es in ihren Wortmeldungen ab, in den Text der Bundeshymne einzugreifen. Ein zu dieser Nationalratssitzung von der FPÖ eingebrachter Geschäftsordnungsantrag auf eine Volksabstimmung nach dem Ende des Gesetzgebungsverfahrens, jedoch vor Beurkundung durch den Bundespräsidenten, wurde gegen die Stimmen von FPÖ und BZÖ von der Mehrheit aus SPÖ, ÖVP und Grünen abgelehnt.
Am Abend nach der Nationalratssitzung wurde in der Säulenhalle des Parlaments die zuvor beschlossene neue Fassung der Bundeshymne vom Kirchenchor der Piaristenpfarre Maria Treu in Wien intoniert. Am 13. Dezember wurde im Ausschuss für Verfassung und Föderalismus des Bundesrats – mit den Stimmen der Bundesräte von ÖVP und SPÖ und gegen jene der FPÖ – der Antrag verabschiedet, gegen den Nationalratsbeschluss keinen Einspruch zu erheben. Zwei Tage später wurde der Nationalratsbeschluss im Plenum des Bundesrates bestätigt.
Das Bundeshymnengesetz wurde im BGBl. I Nr. 127 / 2011  am 27. Dezember 2011 verlautbart und trat, wie in  der politischen Einigung vom Juli 2011 vorgesehen, am 1. Jänner 2012 in Kraft.

## Rechtliche Auseinandersetzungen

### Österreichische Bundeshymne als Staatssymbol
Zwar wurde die 1947 vom Ministerrat beschlossene und bis zum 31. Dezember 2011 gültige österreichische Bundeshymne nie im Bundesgesetzblatt abgedruckt. Dessen ungeachtet genügt jedoch zur Wirksamkeit als Bundeshymne nach oberstgerichtlicher Rechtsprechung die Tatsache, dass die Bundeshymne ausdrücklich in § 248 Abs. 2 StGB zu den geschützten Staatssymbolen zählt:

„Auf welche Art und Weise ein bestimmter Text samt Melodie zur Hymne geworden ist, ist strafrechtlich ohne Bedeutung. Der Gesetzgeber ist [bei der Schaffung der Strafbestimmung der geschützten Staatssymbole] schlicht vom Vorhandensein und vom Gebrauch der Bundeshymne (seit 1947) als von einer Tatsache (wie bei zahllosen anderen strafrechtlich geschützten Gütern) ausgegangen […]. Damit kann es sein Bewenden haben. Die Tatsache, daß sechs Jahre nach dem Inkrafttreten des Strafgesetzbuchs die Fahne der Republik und deren Wappen, nicht aber die Bundeshymne verfassungsgesetzlich umschrieben worden sind […], ändert an dem verfassungsmäßig zustandegekommenen Willensakt des Strafgesetzgebers nichts.“

Hintergrund dieser Entscheidung des Obersten Gerichtshofs war das Vergehen der „Herabwürdigung des Staates und seiner Symbole“ nach § 248 Abs. 2 StGB. Der Verurteilte hatte im Jahr 1981 in seinem Buch Lüge, wo ist dein Sieg – Dichtung eines österreichischen Dissidenten die Textstellen „Selbst die Hymne des Staates ist bestellt und erlogen“ und „Besser als eure Bundeshymne ist jeder Fluch“ abgedruckt, worin die Gerichtsbarkeit eine Veröffentlichung „auf eine Art [erblickt hat], daß die Tat einer breiten Öffentlichkeit bekannt wurde, die Bundeshymne in gehässiger Weise verächtlich gemacht hat.“
Mit dem am 1. Jänner 2012 in Kraft getretenen Bundesgesetz über die Bundeshymne der Republik Österreich (siehe oben) ist das zuvor beschriebene Rechtsproblem zumindest auf einfachgesetzlicher Basis durch Veröffentlichung im Bundesgesetzblatt behoben worden.

### Werknutzungsrechte am Text
1992 klagten die Preradović-Söhne Otto und Fritz Molden die Staatlich genehmigte Gesellschaft der Autoren, Komponisten und Musikverleger (AKM) und als Nebenintervenientin auf Seiten der beklagten Partei die Republik Österreich auf Rechnungslegung und Zahlung im Gesamtstreitwert von 500.000 Schilling. Der Streitpunkt war, dass die Brüder für das damals noch übliche Abspielen der Bundeshymne zu Sendeschluss des (staatlichen) ORF die Zahlung von Tantiemen erwirken wollten. Das Verfahren ging abschlägig für die Moldens durch alle Instanzen.
Der Oberste Gerichtshof als Höchstgericht verwies im Oktober 1994 in seiner Begründung auf Meyers Konversations-Lexikon, wonach „Nationalhymnen […] Ausdruck des nationalen Selbstverständnisses“ sind und „bei feierlichen politischen und sportlichen Anlässen gespielt und gesungen“ werden. Die Hymnen „gehören zum sogenannten Protokoll“. Zuletzt führt der OGH aus:

„Da der Verfasserin des Textes der Zweck einer Bundeshymne klar sein mußte, hat sie schon mit der Beteiligung an dem Preisausschreiben – unabhängig von der Kenntnis der darin festgelegten Bedingungen – das schlüssige Einverständnis zur Übertragung der Werknutzungsrechte an die Nebenintervenientin erteilt. Auf die Frage des Geltungsgrundes dieser Bedingungen braucht daher nicht eingegangen zu werden.“

### Urheberrechtsstreit 2010
Der die Erben von Preradović vertretende Sessler-Verlag forderte, die von Christina Stürmer eingespielten genannten Fernseh- und Radiospots mit der Neuinterpretation (siehe oben) nicht mehr zu senden, und drohte mit Unterlassungsklage. Er begründete dies mit seiner Verpflichtung, Verträge zu erfüllen und die Autorenrechte zu wahren. Beide, Verlag und Erben, brachten beim Handelsgericht Wien einen Antrag auf einstweilige Verfügung zur Unterlassung der weiteren Ausstrahlung des Spots. Koschka Hetzer-Molden, neben Fritz Molden Erbin Preradovićs, sprach sich ebenfalls gegen Textänderungen aus, distanzierte sich jedoch von der Klage des Verlags. Sie erkannte zwar an, dass „die Bundeshymne bekanntlich der Republik“ gehöre, kritisierte jedoch die Änderungsbestrebungen: „Ich persönlich halte diese alle paar Jahre auftretende Diskussion allerdings für lächerlich. Ich denke, dass keine Österreicherin durch das Zusatzwort ‚Töchter‘ in der Hymne mehr Selbstvertrauen spüren wird.“ Die Richterin des Handelsgerichtes wies die Unterlassungsklage ab und begründete in ihrem Beschluss (zitiert nach ORF.at), „die Autorin habe damals ihre Urheberrechte an den Staat abgetreten“ und „im Rahmen des Werknutzungsrechts sei die Änderung zulässig“. Der Eingriff in den Originaltext, „um die geänderte Wortfolge ‚Söhne und Töchter‘ hervorzuheben“, würde nicht schaden und daraus sei keine Urheberrechtsverletzung ableitbar:

„Das Geschlechterverständnis hat sich in den über 60 Jahren seit der Schaffung des Textes der Bundeshymne dahingehend verändert, dass nicht mehr der Begriff Österreicher auch für Österreicherinnen steht, nicht mehr der Begriff Bürger auch für Bürgerinnen steht, sondern, dass Bürgerinnen und Bürger bzw. Österreicherinnen und Österreicher, wie auch bei allen Ansprachen des Bundespräsidenten in den letzten Jahren festzustellen ist, gleichberechtigt nebeneinander genannt werden.“

Das Oberlandesgericht Wien urteilte im August, dass die Kampagne keine kommerzielle Verwendung zu Werbezwecken darstelle, sondern es sich dabei um eine Verwendung im Rahmen der Erfüllung staatlicher Aufgaben handle.  Weiters seien Änderungen ohne Einwilligung des Urhebers dann zulässig, wenn sie „nach den im redlichen Verkehr geltenden Gewohnheiten und Gebräuchen durch die Art oder den Zweck der erlaubten Werknutzung gefordert werden.“ Auch handle es sich bei der Kampagne um „ein wichtiges gesellschaftspolitisches Anliegen“ und sie solle „offenkundig vor allem ein jüngeres Publikum ansprechen.“ Die Änderung sei daher keine Verstümmelung, sondern stelle „eine zeitgemäße, die primären Adressaten der Kampagnen ansprechende abgewandelte Fassung“ dar. Ein Revisionsrekurs wurde im Jänner 2011 vom Obersten Gerichtshof zurückgewiesen.

## Parodien und Abwandlungen

### „Österreichische Hymne“
Ergänzung der Österreichischen Bundeshymne von Franz Theodor Csokor:
(1) Land der Berge, Land der Seen,

Land, wo Korn und Traube reift,

wo des Südens weiches Wehen

an den Ernst des Nordens streift,

wo das Wilde und das Linde

sich in Lied und Tanz verband,

dass sich Herz zu Herzen finde,

Land der Sehnsucht, Vaterland!

(2) Heimat bleibe, traute Enge,

die nur heischt, was ihr gebührt!

Meide du, was sonst die Menge

Gern zu falschem Glanz verführt!

Bitterlich hast du erfahren

Trug der Worte, Trug der Macht,

bergen musst du und bewahren,

was der Geist in dir erdacht!

(3) Nicht als Wacht in Wehr und Waffen

Darfst du deine Zukunft sehen.

Bauen sollst du, Brücken schaffen,

die von Mensch zu Menschen gehen. –

Wenn die Völker dieser Erde

Sich vereinen zum Vergleich,

dass auf immer Frieden werde –

komm als erstes, Österreich.

### Otto und Fritz Molden
Paula Preradovićs Söhne Otto und Fritz Molden entwarfen noch am selben Abend, als Preradović von der Annahme ihres Textes als Bundeshymne erfuhr, eine Parodie:
Land der Erbsen, Land der Bohnen,

Land der vier Besatzungszonen,

Wir verkaufen dich im Schleich,

Vielgeliebtes Österreich!

Und droben überm Hermannskogel

Flattert froh der Bundesvogel.
Nach Peter Diem, der 1955 maturierte, waren damals die ersten beiden dieser Zeilen in den Wiener Schulen populär.

### Drahdiwaberl
Im Jahr 1979 veröffentlichte die Gruppe Drahdiwaberl ein Lied mit dem Titel „Kaiserhymne / Pink Punk Shirt“. Zur Melodie aus dem Kaiserquartett von Joseph Haydn wird darin folgender Text rezitiert:
Land der Äcker, Land der Dome

Land am Strom ohne Atome,

Land der Titel und Diplome

Heimat bist du großer Söhne

Heimat bist du großer Töchter

Zusatzvers der Frauenrechtler

Land der unmöglich begrenzten,

Land der Berg’, der allerschensten,

Land der Seen und Lipizzaner,

Der Prohaskas und des Klammer

Land der Krone, Land des Staberl

Land der Gruppe Drahdiwaberl.

### Rotzpipn
2012 gewann die Wiener Band Rotzpipn mit ihrer kinder-, frauen- und hundefreundlichen „Hymne 2.0“ den 9. Protestsongcontest.
In der Jury saß Ernst Molden, Enkel von Paula Preradović, der der Gruppe die höchste Punktezahl gab.
Land der Ämter und Beamten, Land der Stadlmusikanten

Land durch was die Donau fließt, wo ma Schnitzel frisst

Heimat von de amtsbekannten, promillenten Tschecharanten

Wo ma’d Sonntagskrone stehlen und gern Trotteln wählen

HolladiridljodlÖsterreich Holladiridljodlei

HolladiridljodlÖsterreich ist

fReifReifReifReifReif (für die Insel)

Land der Kellerkinderzimmer, Stenzeltown und Komatrinker

Schunkeln hinterm Gartenzaun, ins ORF-Loch einischaun

Land der toten Komponisten, Mozartkugeln für Touristen

Wir ham nix gegen Auslända – außer sie blei’m da

Unser Volkssport is des Sudern – wir san niemals ganz allan

Fressen, Saufen, Fernschauen, Budern

und wenn da Fendrich singt I Am from Austria,

dann sing ma alle mit, dann samma Hawara, Jaja

Land der g’schmierten Volksvertreter – alles Überzeugungstäter

Denn wenn ordentlich ’packelt wird, rennt alles wie geschmiert

Erwischt man sie dann doch einmal, dann hamma’n Korruptionsskandal

Wer supersauber abkassiert, wird niemals überführt

Ihr könnts uns auf’n Schädl scheißen, Hauptsach’ wir ham was zum Beißen

gebt’s uns Würscht’ln und a Bier

und wir wer’n niemals rebellieren

weil mia san mia

### „Rock me Paula“
Pop/Rock-Version, gesungen von Christina Stürmer.

(Geänderte Passagen zum Wortlaut bis Ende 2011 kursiv. Zitiert nach OGH 4Ob171/10s.)

(1) Land der Berge, Land am Strome,

Land der Äcker, Land der Dome,

Land der Hämmer, zukunftsreich.

Heimat bist du großer Söhne und Töchter,

vielgerühmtes Österreich.

(2) Heiß umfehdet, wild umstritten,

liegst dem Erdteil du inmitten,

einem starken Herzen gleich.

Heimat bist du großer Söhne und Töchter,

vielgerühmtes Österreich,

vielgerühmtes Österreich.

## „Heimliche Hymnen“ Österreichs
Mitunter werden verschiedene populäre und bekannte Lieder als „heimliche Hymnen“ bezeichnet, dazu gehören unter anderem:
- der Popsong I Am from Austria von Rainhard Fendrich;
- der Radetzky-Marsch von Johann Strauss Vater;
- der Donauwalzer, An der schönen blauen Donau, Walzer op. 314, von Johann Strauss Sohn;
- der Marsch O du mein Österreich, von Ferdinand Preis 1852 unter Verwendung des gleichnamigen patriotischen Liedes von Franz von Suppè komponiert;
- das oft bei Fußballmatches der Österreichischen Fußballnationalmannschaft gesungene Immer wieder Österreich von Richard Oesterreicher.

Die Melodie Edelweiß aus dem Musical The Sound of Music wird aufgrund der Bekanntheit der Melodie und des Themas des Musicals von Hörern und Zuschauern aus dem Ausland, kaum jedoch aus Österreich selbst, intuitiv mit Österreich in Verbindung gebracht.